# Cyklokros

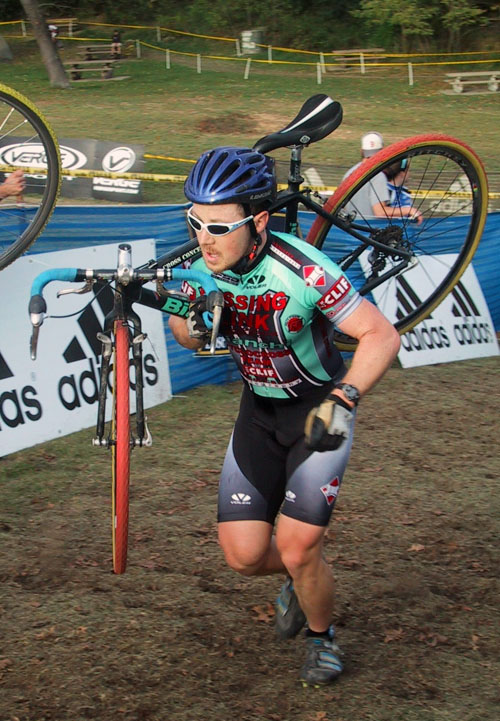
Cyklokrosař při závodu

Cyklokros je jedna z cyklistických disciplín. Závody se obvykle konají na podzim a v zimě (sezóna mezinárodních závodů Světového poháru trvá od září do ledna) a konají se na okruzích o délce asi 2,5 až 3,5 kilometru. Na okruhu bývají úseky s různým povrchem – trávou, hlínou, dlažbou, překážkami a strmými stoupáními, kde závodníci musejí seskakovat z kol a kola přenášet, kdy nesjízdnou část tratě překonávají během. Závody obvykle trvají 30 minut až hodinu; celková délka závisí na podmínkách. Oblasti, kde tento sport je nejvíce praktikován, odpovídají státům s tradicí silniční cyklistiky – Belgie, zejména Flandry, Nizozemsko a Česko.
Cyklokrosová kola se podobají kolům silničním – jsou lehká, mají úzké ráfky a pláště a zahnutá řídítka. Některé prvky se však více podobají horským kolům: profilované pláště pro zabránění smyku na kluzkém povrchu a brzdy upevněné na vidlicích rámu, což zabraňuje hromadění bláta. Také převody jsou o proti silničním kolům lehčí. Závodníci smějí v průběhu závodu kola měnit; v obtížných podmínkách je proto obvyklé, že mechanici při závodu čistí, opravují nebo mažou kolo, které pak závodníkovi poskytnou při průjezdu okolo svého stanoviště.
V České republice byl tento sport velmi populární; dnes se o obnovení jeho popularity snaží zejména Zdeněk Štybar, v současnosti nejlepší český cyklokrosař.